# Губар
Губар (лат. Lymantria dispar) је врста лептира (Lepidoptera) из породице Erebidae и највећа је штеточина лишћарских шума и воћњака, која се јавља периодично у великом броју (пренамножење или градација губара) када изазива голобрсте на стотинама и хиљадама хектара шумских површина и милионима воћних стабала. 

### Животни циклус
Губар има једну генерацију годишње. Женке полажу јаја у касним летњим месецима и врста презимљава у овом стадијуму. Јаја су положена у већим групама и заштићена сетама. Са порастом температуре експлодирају младе гусенице, и у првом ступњу су прводиног интегумента, а изражене су црне, крупне папилозне основе сета. У зависности од пола и спољашњих услова, губар се пресвлачи до 7 пута. Како гусеница расте, задобија своје препознатљиве карактеристике. На средини развојног пута медиодорзално су најуочљивија жута поља. У каснијим ступњевима, интегументом дорзално доминирају крупне јарке папиле: предњи парови плаве и задњи парови црвене боје. Латерално од главене капсуле, изражене су и папиле првог торакалног сегмента које носе дуге сете сакупљене у репиће. Главена капсула је маркирана и двема крупним пругама налик на очи.

## Штеточина
Штете у шумарству су сушење дрвећа, смањење прираста и поремећај у газдовању шумама. Штете у пољопривреди су брст на разним пољопривредним културама посебно у воћарству због смањења урода и сушења стабала. Поред ових директних (економских) штета далеко веће су еколошке штете које је понекад и тешко израчунати. 

## Исхрана
Губар је полифагна штеточина, чије су гусенице могу хранити лишћем преко 100 врста биљака, али у појединим подручјима свог распрострањења он преферира одређене биљне врсте. У континенталном делу то су, пре свега, храстови, затим граб, буква, брестови и друго, а од воћака јабуке и шљиве. Губар, у недостатку хране, може обрстити и четинаре (смрчу, јелу и борове). Значај ове штеточине је и у томе што представља једног од првих биотских узрочника у процесу сушења храстових шума у Србији, као примарна штеточина.

## Мере сузбијања губара
Губар се може сузбијати применом механичких и хемијских мера у стадијуму јајета и применом авиосузбијања у стадијуму гусенице. 
- Сузбијање губара у стадијуму јајета спроводи се применом: механичких мера - које подразумевају скидање (стругање) губаревих легала заједно са делом мртве коре оштрим предметом, сакупљање у посуде или џакове и спаљивање на за то одређеним местима и хемијских мера - које подразумевају натапање губаревих легала петролејом, (прије препаратима на бази ди-нитро-орто-креозола (ДНОЦ-а), који је сад забрањен за употребу због отровности по човјека и топлокрвне животиње) или нафтом којој се додаје мало битулита ради појачања боје, сунђером причвршћеним на штап дужине два или више метара зависно од места полагања јаја - легала.
- Сузбијање губара у стадијуму гусенице спроводи се применом авиометоде, односно авиотретирањем коришћењем биолошких препарата. Авиотретирање као метод сузбијања спроводи се у пролеће када се из јаја развију гусенице и третирање се врши у млађим ларвеним ступњевима (најбољи ефекти су кад се третира други стадијум).

Које ће се методе сузбијања применити зависи од интензитета напада, висине положених легала и пре свега здравственог стања популације губара.

## Подврсте
| Подврста       | Латинско име              | Распрострањеност                           | Карактеристике                           |
| -------------- | ------------------------- | ------------------------------------------ | ---------------------------------------- |
| Европски губар | Lymantria dispar dispar   | Европа, Југозападна Азија и Северна Африка | Женке имају крила али не могу да лете    |
| Азијски губар  | Lymantria dispar asiatica | Источна Азија, западна Северна Америка     | Женке могу да лете; привлачи их светлост |
| Јапански губар | Lymantria dispar japonica | Јапан                                      | Мужјаци су велики, тамносмеђе су боје    |